# Elimination Chamber 2020
Elimination Chamber 2020 è stata l'undicesima edizione dell'omonimo pay-per-view di wrestling prodotto dalla WWE. L'evento si è svolto l'8 marzo 2020 al Wells Fargo Center di Philadelphia (Pennsylvania).
È stato l'ultimo pay-per-view della WWE per oltre un anno (fino a WrestleMania 37) a vedere la presenza del pubblico prima che la pandemia di COVID-19 costringesse la federazione a svolgere tutti i propri show a porte chiuse.

## Storyline
Il 17 febbraio, tramite il suo sito, la WWE ha annunciato un'Elimination Chamber match tra la Women's Tag Team Champion Asuka, Liv Morgan, Natalya, Ruby Riott, Sarah Logan e Shayna Baszler con in palio l'opportunità di sfidare Becky Lynch per il Raw Women's Championship a WrestleMania 36.
Nella puntata speciale Super SmackDown del 31 gennaio Braun Strowman ha sconfitto Shinsuke Nakamura conquistando così l'Intercontinental Championship per la prima volta. Nelle successive puntate di SmackDown, spesso affiancato da Elias, Strowman è riuscito più volte a respingere Nakamura e i suoi due alleati, Cesaro e Sami Zayn. Nella puntata di SmackDown del 28 febbraio, con tanto di firma del contratto, è stato annunciato che Strowman difenderà l'Intercontinental Championship contro Nakamura, Cesaro e Zayn in un 3-on-1 Handicap match ad Elimination Chamber.
Il 27 febbraio, a Super ShowDown, John Morrison e The Miz hanno sconfitto il New Day (Big E e Kofi Kingston) conquistando lo SmackDown Tag Team Championship. Nella successiva puntata di SmackDown del 28 febbraio è stato annunciato che Morrison e The Miz difenderanno le cinture appena vinte in un Elimination Chamber match contro gli ex-campioni Big E e Kingston del New Day, Dolph Ziggler e Robert Roode, gli Heavy Machinery (Otis e Tucker), i Lucha House Party (Gran Metalik e Lince Dorado) e gli Usos (Jey Uso e Jimmy Uso). Nella puntata del 6 marzo, Dolph Ziggler e Robert Roode hanno vinto il gauntlet match contro gli Heavy Machinery nella sfida finale decisiva, conquistando così la possibilità di entrare come ultima coppia all'interno dell'Elimination Chamber match.
Il 27 febbraio, a Super ShowDown, Murphy e Seth Rollins hanno difeso con successo il Raw Tag Team Championship contro gli Street Profits (Angelo Dawkins e Montez Ford). Nella puntata di Raw del 2 marzo, tuttavia, i Profits hanno conquistato le cinture contro Murphy e Rollins grazie all'aiuto di Kevin Owens. Un'altra rivincita titolata tra i due team è stata dunque annunciata per Elimination Chamber.
Nella puntata di Raw del 2 marzo Aleister Black ha sconfitto Karl Anderson, poi Luke Gallows (quest'ultimo per squalifica), ma, poco dopo, è stato sconfitto da AJ Styles, subendo la sua prima sconfitta per schienamento nel roster principale della WWE. Un No Disqualification match tra Black e Styles è stato annunciato per Elimination Chamber.
Nella puntata di Raw del 16 dicembre 2019 Humberto Carrillo ha partecipato ad un Gauntlet match per determinare il contendente n°1 allo United States Championship di Rey Mysterio ma, dopo aver eliminato Ricochet, avrebbe dovuto affrontare Andrade ma questi lo ha brutalmente attaccato, terminando l'incontro in no-contest; durante la successiva assenza di Carrillo, inoltre, Andrade ha sconfitto Rey Mysterio in un House Show al Madison Square Garden di New York diventando il nuovo campione degli Stati Uniti. Carrillo è poi tornato nella puntata di Raw del 20 gennaio 2020 al termine del Ladder match per lo United States Championship tra il nuovo campione Andrade e Rey Mysterio, vinto dal primo, salvando lo stesso Mysterio dall'attacco di Andrade. Il 26 gennaio, nel Kick-off della Royal Rumble, Carrillo ha affrontato Andrade per lo United States Championship ma è stato sconfitto. La sera dopo, a Raw, Carrillo ha affrontato nuovamente Andrade per lo United States Championship sconfiggendolo per squalifica a causa dell'intervento di Zelina Vega, senza dunque il cambio di titolo; al termine dell'incontro, Carrillo ha brutalmente attaccato Andrade con una DDT sul cemento (kayfabe). Successivamente, dopo che Andrade è stato sospeso per trenta giorni per una violazione del Wellness Program, Carrillo ha iniziato una faida con Angel Garza, affiancato da Zelina Vega (manager di Andrade), venendo sconfitto sia a Raw (nella puntata del 24 febbraio) che a Super ShowDown. Nella puntata di Raw del 2 marzo Carrillo e Rey Mysterio hanno sconfitto Andrade e Angel Garza. Un match titolato tra Carrillo e Andrade per lo United States Championship di quest'ultimo è stato annunciato per Elimination Chamber.
Nelle puntate di SmackDown del 7 e 21 febbraio, Daniel Bryan ha sconfitto Heath Slater mentre Drew Gulak era al tavolo di commento. Nella puntata di SmackDown del 28 febbraio la scena si è ripetuta nuovamente, mentre Bryan sconfiggeva Curtis Axel. Successivamente, durante un segmento nel backstage dove Gulak era insieme a Drake Maverick, Bryan è sopraggiunto e ha sfidato il primo ad un incontro ad Elimination Chamber, che poi è stato successivamente confermato.

## Risultati
| #       | Incontri | Stipulazioni                                                                          | Durata |
| ------- | --- | ------------------------------------------------------------------------------------- | ------ |
| Kickoff | I Viking Raiders hanno sconfitto Curt Hawkins e Zack Ryder | Tag team match                                                                        | 4:50   |
| 1       | Daniel Bryan ha sconfitto Drew Gulak per KO tecnico | Single match                                                                          | 14:20  |
| 2       | Andrade (c) (con Zelina Vega) ha sconfitto Humberto Carrillo | Single match per il WWE United States Championship                                    | 12:20  |
| 3       | John Morrison e The Miz (c) hanno sconfitto Dolph Ziggler e Robert Roode, gli Heavy Machinery, i Lucha House Party (Gran Metalik e Lince Dorado), il New Day (Big E e Kofi Kingston) e gli Usos | Tag team elimination chamber match per il WWE SmackDown Tag Team Championship         | 32:55  |
| 4       | Aleister Black ha sconfitto AJ Styles (con Karl Anderson e Luke Gallows) | No disqualification match                                                             | 23:15  |
| 5       | Gli Street Profits (c) hanno sconfitto Murphy e Seth Rollins (con gli AOP) | Tag team match per il WWE Raw Tag Team Championship                                   | 18:30  |
| 6       | Cesaro, Sami Zayn e Shinsuke Nakamura hanno sconfitto Braun Strowman (c) | Three-on-one handicap match per il WWE Intercontinental Championship                  | 8:30   |
| 7       | Shayna Baszler ha sconfitto Asuka, Liv Morgan, Natalya, Ruby Riott e Sarah Logan | Elimination chamber match per determinare la sfidante al WWE Raw Women's Championship | 21:00  |

### Tag team elimination chamber match
| N° eliminazione | Tag Team                                        | N° ingresso | Eliminati da                 | Tempo |
| --------------- | ----------------------------------------------- | ----------- | ---------------------------- | ----- |
| 1°              | Lucha House Party (Gran Metalik e Lince Dorado) | 3°          | Heavy Machinery              | 17:15 |
| 2°              | Heavy Machinery                                 | 5°          | Dolph Ziggler e Robert Roode | 23:45 |
| 3°              | Dolph Ziggler e Robert Roode                    | 6°          | The Usos                     | 25:15 |
| 4°              | The New Day (Big E e Kofi Kingston)             | 1°          | John Morrison e The Miz      | 29:05 |
| 5°              | The Usos                                        | 2°          | John Morrison e The Miz      | 32:55 |
| Vincitori       | John Morrison e The Miz (c)                     | 4°          | —                            | 32:55 |

### Elimination Chamber match femminile
| N° eliminazione | Wrestler       | N° ingresso | Eliminata da   | Tempo |
| --------------- | -------------- | ----------- | -------------- | ----- |
| 1ª              | Sarah Logan    | 3ª          | Shayna Baszler | 7:50  |
| 2ª              | Ruby Riott     | 2ª          | Shayna Baszler | 8:15  |
| 3ª              | Natalya        | 1ª          | Shayna Baszler | 9:30  |
| 4ª              | Liv Morgan     | 5ª          | Shayna Baszler | 15:00 |
| 5ª              | Asuka          | 6ª          | Shayna Baszler | 21:00 |
| Vincitrice      | Shayna Baszler | 4ª          | —              | 21:00 |